# Jacob Golius
Jacob van Gool (« Jacob Golius » en latin, « Jacob Gohl » en allemand et « Iacobo Golio » en italien), né en 1596 à La Haye, mort le 28 septembre 1667 à Leyde, est un orientaliste et mathématicien néerlandais.

## Biographie
Golius vint à l’université de Leyde en 1612 pour y étudier les mathématiques. En correspondance avec Albert Girard, il invita son ami Samielois à le rejoindre. En 1618 il s'inscrivit dans la même université pour y étudier l’arabe et d'autres langues orientales, devenant l'étudiant préféré de Thomas van Erpe et l'ami de Willebrord Snell. Après avoir terminé ses études, en 1621, il s’est rendu en France, où il a enseigné le grec à La Rochelle.
En 1622, il accompagna, comme diplomate, la délégation des Provinces-Unies au Maroc où il étudia également, comme ingénieur, les possibilités de construction d’un port près d’Agadir. C’est de sa visite de Marrakech que date sa première acquisition de manuscrits. À son retour, il fut élu successeur à la chaire d’Erpenius, le 12 mai 1625. L’année suivante, ayant obtenu la permission de voyager au Moyen-Orient dans le but d’acquérir des manuscrits, il entreprit un voyage en Syrie et au Proche-Orient, dont il ne devait revenir qu’en 1629. À cette époque, il maitrisait également le persan et le turc. Il s’est rendu en Arabie et en Syrie et, après avoir passé quelque temps à Alep, il est allé à Istanbul en 1627, où il fut temporairement secrétaire du représentant néerlandais à la Sublime Porte, Cornelius Haga. À Istanbul, il a continué d’acheter des manuscrits. En 1629, il était de retour en Hollande avec un trésor de plus de 200 manuscrits moyen-orientaux qui furent déposés à la BU de l’université de Leyde. 
Au cours des trente-huit ans de vie universitaire à suivre, il succéda à Snell, à sa mort, dans sa chaire et passa le reste de sa vie à Leyde où il occupa conjointement les chaires de mathématiques et d’arabe. En 1629, il a sorti le premier recueil de la poésie arabe jamais publié. En 1636, ce fut une édition de la Vie et histoire de Timur Lenk ; en 1640, un catalogue des manuscrits qu’il avait acquis au nom de l’université de Leyde ; en 1653, son monumental Lexicon arabico-latinum ; en 1654, il a compilé un traité sur l’empire de Cathay, publié un an plus tard dans le cadre du Novus Atlas Sinensis par le missionnaire jésuite Martino Martini, avec qui il avait commencé à étudier le chinois lorsque ce dernier était aux Pays-Bas afin de superviser la publication de son Atlas chez Joannes Blaeu à Amsterdam. En 1656, il a donné une nouvelle édition de la grammaire arabe de van Erpe. En 1669, deux ans après sa mort, parurent deux autres œuvres de sa main : l’édition arabe et la traduction latine des chapitres du manuel astronomique d’Al-Farghani, et son dictionnaire persan-latin, la deuxième partie du Lexicon Heptaglotton d’Edmund Castell de Cambridge.
Golius était un ami personnel de Constantin Huygens, à qui il fit découvrir les manuscrits perdus de Snell, et les connaissances que celui-ci avait de la loi de la réfraction. Il fréquenta également René Descartes et quelques auteurs pensent qu’il lui a fourni des traductions d’auteurs arabes, particulièrement sur la catoptrique et les sections coniques. À sa mort, le poste de professeur de mathématiques de Golius fut immédiatement pourvu, mais il fallut une quarantaine d’années avant que l’Université ne nomme son successeur pour l’arabe en la personne de Johannes Heyman.
Sa collection de livres imprimés, plus grande que celle de la BU de Leiden, fut vendue aux enchères en 1668. Peu de gens savaient était que Golius avait l’acquisition de deux collections de manuscrits. Plus de deux cents d’entre eux étaient allés à la BU de l’Université, mais il avait également acheté sa propre collection privée, collection qui fut vendue aux enchères en 1696, à la suite de la résolution d’un conflit entre les enfants de Golius touchant à sa succession. Cette collection privée est maintenant dispersée. Les tentatives d’une reconstruction de la collection privée de Golius révèlent que la plupart des manuscrits sont maintenant à la Bodléienne d’Oxford, dans le fond Marsh. Quelques-uns sont à Hambourg et à Paris. Ceux acquis par des orientalistes néerlandais circulèrent pendant de nombreuses années entre des mains privées, jusqu’à ce que la plupart d’entre eux finissent également dans les collections de Leiden.

## Œuvre
Son œuvre la plus importante est un dictionnaire bilingue d'arabe, le Lexicon Arabico-Latinum (Leyde, 1653) : cet ouvrage, empruntant pour la matière à la Sihah du grammairien arabe Al-Jawhari, ne devait être supplanté que par le dictionnaire de Freytag en 1837. Auparavant, Golius avait traduit plusieurs autres livres de l'arabe (Proverbia quaedam Alis, imperatoris Muslemici, et Carmen Tograi poetæ doctissimi, necnon dissertatio quaedam Aben Synae, 1629 ; et Ahmedis Arabsiadae vitae et rerum gestarum Timuri, gui vulgo Tamerlanes dicitur, historia, 1636). En 1656 il publia une édition considérablement augmentée de la Grammatica Arabica de van Erpe. À sa mort, on retrouva dans ses papiers un Dictionarium Persico-Latinum qui fut publié avec des commentaires dans le Lexicon heptaglotton d’Edmund Castell (1669). Golius édita, traduisit et commenta le traité astronomique d’Alfraganus (Muhammedis, filii Ketiri Ferganensis, qui vulgo Alfraganus dicitur, elementa astronomica Arabice et Latine, 1669).

## Sources
- (en) « Golius », dans Encyclopædia Britannica, 1911, lire en ligne